# هوبرت سیمور گارلند دارک
هوبرت سیمور گارلند دارک (به انگلیسی: Hubert Seymour Garland DARKE) (متولد ۸ مه ۱۹۱۹، لندن؛ مرگ ۶ فوریه ۱۹۹۸)، معلم و دانش‌آموخته زبان فارسی، مدرس زبان فارسی در دانشگاه کمبریج و عضو هیئت علمی خاورشناسی بین سال‌های ۱۹۶۱ تا ۱۹۸۲ بود. پدر و مادرش موسیقی‌دان حرفه‌ای بودند.
او زیر نظر آرتور آربری، ایلیا گرشویچ، روبن لوی و ولادمیر مینورسکی، زبان فارسی و عربی را فراگرفت و لیسانسش را در ۱۹۴۷، فوق لیسانسش را در ۱۹۴۹ و M.Litt را در ۱۹۵۷ گرفت. در ۱۹۴۸، او با اولیو گودال ازدواج کرد و بورسیه تحصیلی یادگیری زبان فارسی گرفت تا به کشورهای عراق، افغانستان و هندوستان در سال‌های ۱۹۵۲–۱۹۵۳ سفر کند. طی سال‌های ۱۹۵۴–۱۹۶۱ او به همراه همسرش و سه فرزندش در قطر برای کمپانی قطر پترولیوم کار کرد.
در ۱۹۶۱، او به عنوان مدرس زبان فارسی دانشگاه کمبریج منصوب گشت. در آنجا او زبان و ادبیات را به مدت بیست سال تدریس کرد. زمینه علاقه او، زبان فارسی کلاسیک و علم عروضی فارسی (Persian prosody) بود. آثار عمده تحقیقاتی او شامل ترجمه سیر الملوک (مشهور به سیاست‌نامه)، کتابِ راهنمای وزیر سلجوقی، نظام‌الملک (۱۰۱۸–۱۰۹۸ میلادی) است. از بین‌سال‌های ۱۹۷۰ تا ۱۹۹۳ (بیش از یک دهه از بازنشستگی‌اش) او مقام دستیار ویراستاری در تاریخ ایران کمبریج (۷ جلد، بین سال‌های ۱۹۶۸ تا ۱۹۹۱) را به عهده داشت.